# Sascha Köstner
Sascha Köstner (* 25. August 1975 in Darmstadt) ist ein ehemaliger deutscher Tischtennisspieler. Er ist Jugendeuropameister im Doppel, deutscher Meister im Doppel und gewann mit Borussia Düsseldorf dreimal die deutsche Mannschaftsmeisterschaft.

## Jugend
Mitte der 1980er Jahre wurde der Linkshänder Köstner von der Bundestrainerin Eva Jeler entdeckt und gefördert. Im Heidelberger Tischtenniszentrum (DTTZ) entwickelte er sich unter dem Trainer „Mr.Li“ Li Xian-Jue zu einem der besten deutschen Jugendlichen seiner Zeit. Sein erster Verein war die FTG Frankfurt. Bei den deutschen Meisterschaften der Schüler gewann er 1989 den Titel im Mixed und ein Jahr später im Doppel. Bei der Jugendeuropameisterschaft 1990 in Hollabrunn besiegte er im Schülerbereich Wladimir Samsonow und erreichte so das Endspiel, in dem er dem Russen Sergei Andrianov unterlag.
Er erzielte noch mehrere nationale Erfolge:
- 1989 DM Schüler: Sieger im Mixed mit Julia Scheich
- 1989 Ranglistenturnier DTTB-TOP12 Schüler: Platz 2 (hinter Gerd Richter)
- 1990 DM Schüler: Sieger im Doppel mit Björn Ungruhe
- 1990 DTTB-TOP12 Schüler: Sieger
- 1990 DM Jugend: Sieger im Einzel
- 1991 DM Jugend: Zweiter im Einzel (hinter Torben Wosik), Sieger im Mixed (mit Karina Giese)
- 1991–1993 DTTB-TOP12 Jugend: Sieger
- 1992 Europe-TOP12 Jugend: Platz 2
- 1992 Sieg bei den Internationalen Jugendmeisterschaften von Slowenien und England[1]
- 1995 DM Junioren: Zweiter im Einzel (hinter Gerd Richter)

Internationale Titel holte er bei Jugend-Europameisterschaften. 1991 und 1993 gewann er Silber mit der deutschen Mannschaft. 1993 wurde er Europameister im Doppel (mit Wladimir Samsonow) und im Mixed (mit Nicole Delle).

## Herrenbereich
1992 wurde Köstner für die Individualwettbewerbe der Europameisterschaft der Erwachsenen in Stuttgart nominiert. Hier setzte sich der damals 16-jährige in den Qualifikationsrunden durch und unterlag im Hauptfeld dem Griechen Kalinikos Kreanga. Ab 1990 spielte er für den Bundesligaverein TTC Zugbrücke Grenzau. 1992 wechselte er nach Streitereien mit Grenzau zu Borussia Düsseldorf. Hier wurde er als Ergänzungsspieler verpflichtet, der bei sporadischen Einsätzen Erfahrung sammeln sollte. Als sich jedoch der Stammspieler Jörg Roßkopf verletzte, musste Köstner regelmäßig spielen, was ihn nach Meinung von Eva Jeler überforderte. Dennoch trug er 1993, 1995 und 1996 zum Gewinn der deutschen Mannschaftsmeisterschaft bei.
Bei der Weltmeisterschaft 1993 trat Köstner in den Individualwettbewerben an. 1994 wurde er Deutscher Meister Doppel mit Christian Dreher.

## Ende der Profilaufbahn
Als weitere internationale Erfolge ausblieben, entschied sich Köstner dafür, den Schwerpunkt vom Tischtennis weg hin zu einer Ausbildung als Physiotherapeut zu verlagern. Seit einigen Jahren hat er jetzt seine eigene Praxis. 1997 verließ er Borussia Düsseldorf, um fortan bei Vereinen der 2. Bundesliga zu spielen: TTG RS Hoengen (1997–1999), Post SV Hagen (bis 2004), TTF Bönen (2004/05),  DJK Germania Holthausen (2005–2007), Tennis Borussia Berlin (2007/08), TuS Xanten (Regionalliga, ab 2008).

## Turnierergebnisse
| Verband | Veranstaltung                         | Jahr | Ort        | Land | Einzel     | Doppel | Mixed      | Team   |
| ------- | ------------------------------------- | ---- | ---------- | ---- | ---------- | ------ | ---------- | ------ |
| FRG     | Jugend-Europameisterschaft (Kadetten) | 1989 | Luxemburg  | LUX  |            |        |            | Bronze |
| FRG     | Jugend-Europameisterschaft (Kadetten) | 1990 | Hollabrunn | AUT  | Silber     |        |            |        |
| GER     | Jugend-Europameisterschaft (Junioren) | 1993 | Ljubljana  | SVN  | Halbfinale | Gold   | Gold       |        |
| GER     | Weltmeisterschaft                     | 1993 | Göteborg   | SWE  | Qual       | Qual   | letzte 128 |        |